# Miaoji
Miaoji (kinesiska: 苗集) är en köping i östra Kina. Den ligger i Funan härad i staden Fuyang i provinsen Anhui, omkring 170 kilometer nordväst om provinshuvudstaden Hefei. Antalet invånare är 40453. Befolkningen består av 22 484 kvinnor och 17 969 män. Barn under 15 år utgör 26,0 %, vuxna 15-64 år 63 %, och äldre över 65 år 10,0 %.